# Suimanga d'Anchieta
El suimanga d'Anchieta(Anthreptes anchietae) és una espècie d'ocell de la família dels nectarínids (Nectariniidae) que habita boscos miombo al centre i al nord-est d'Angola, sud-est de la República Democràtica del Congo, Zàmbia, sud-oest de Tanzània, Malawi i nord de Moçambic.